# Gongoba

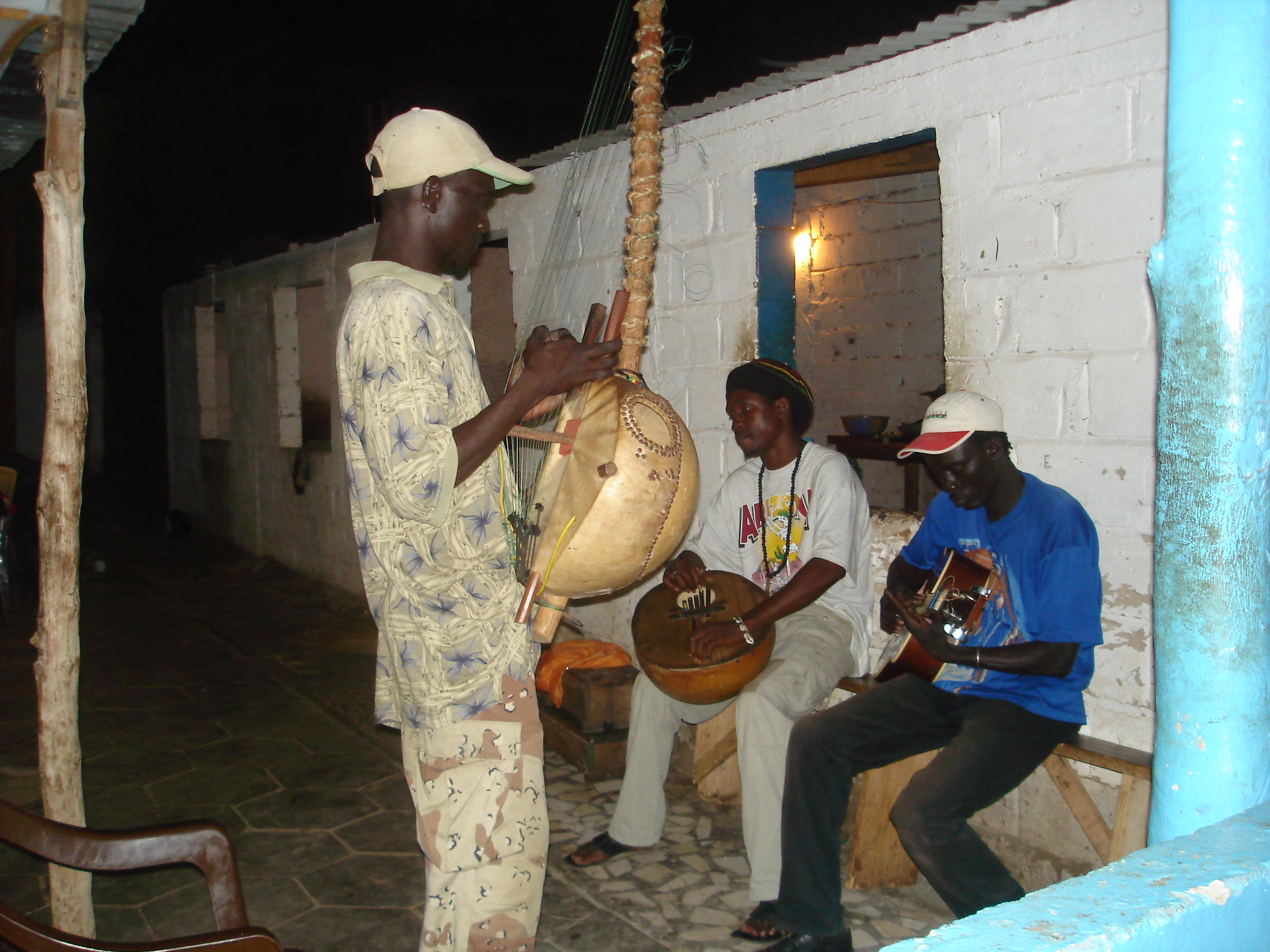
Au centre : joueur de gongoba

Le gongoba est un instrument de musique d'origine guinéenne, appelé à tort bongo africain au Sénégal, ou piano à doigts. C'est une variété de sanza, instrument de percussion idiophone ou lamellophone, très populaire en Afrique de l'Ouest.
Instrument utilisé pour conter et raconter l’histoire des ancêtres . Les griots s’accompagnent de cet instrument pour également relater l’histoire des lignées familiales.

## Facture
Il est réalisé avec une grosse demi-calebasse de 50 cm de diamètre,recouverte d'un contreplaqué sur lequel sont montées trois, quatre ou cinq lames de scie à métaux.

## Jeu
Cet instrument se tient entre les deux mains, posé sur les genoux, et se joue à l'aide des deux pouces. Il produit un son de basse mélodique.